# Bulbophyllum subapproximatum
Bulbophyllum subapproximatum là một loài phong lan thuộc chi Bulbophyllum.